# آلية مطاوعة

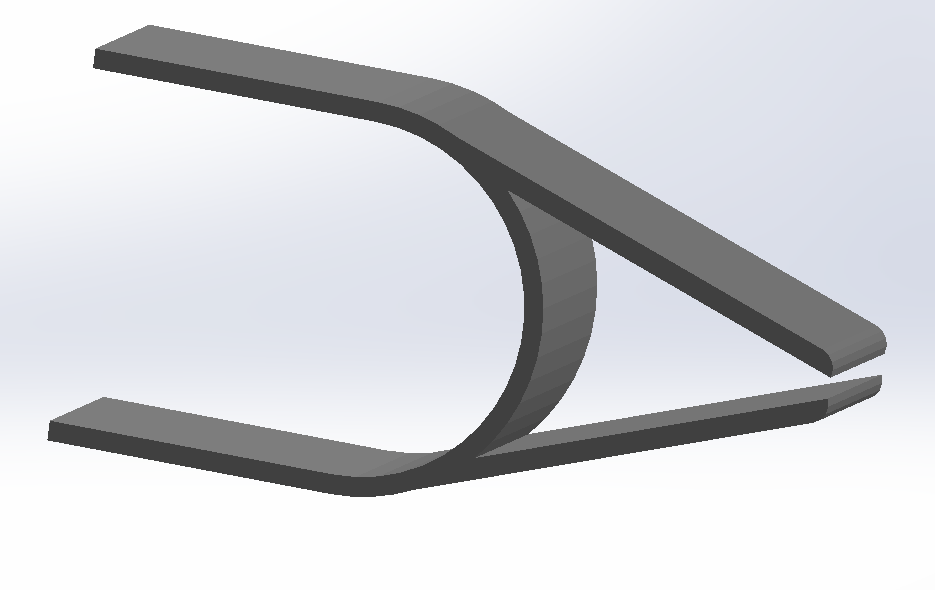

في هندسة الميكانيك، الآليات المطاوعة آليات مرنة تحقق نقل القوة والحركة عبر التشوه المرن للجسم. تكتسب كل حركتها أو جزءًا منها من المرونة النسبية لأجزائها بدلًا من مفاصل الجسم الصلب وحدها. قد تكون هذه البنى مكونة من قطعة واحدة أو أن تكون بنى دون مفاصل. من الأجهزة الشائعة التي تستخدم الآليات المطاوعة مزالج حقائب الظهر، ومشابك الورق، وقصاصات الأظافر. من أقدم الأمثلة على استخدام البنى المطاوعة القوس والنشاب. 

## طرق تصميمها
تصمم البنى المطاوعة عادةً باستخدام طريقتين: 

### الطريقة الحركية
يمكن استخدام التحليل الحركي لتصميم آلية مطاوعة عن طريق صنع نموذج جسم صلب زائف للآلية. في هذا النموذج، تنمذج الأجزاء المرنة على شكل وصلات جاسئة ترتبط بمفاصل دورانية مع نوابض فتل. يمكن نمذجة بنى أخرى على شكل مزيج من الوصلات الجاسئة، والنوابض، والمخمدات. 

### طريقة إيجاد البنية المثلى
في هذه الطريقة، تستخدم الطرق الحسابية لإيجاد الطوبولوجيا المثلى للبنية. يُدخل كل من الحمل المتوقع والحركة المرغوبة ونقل القوة وتجري أمثَلة النظام للإجهادات الصغرى، والوزن، والدقة. تجعل الطرق الأكثر تقدمًا التركيبة التحتية للوصلات مثاليةً أولًا ثم تجعل الطوبولوجيا المحيطة بتلك التركيبة مثاليةً بعد ذلك. تركز تقنيات الأمثَلة الأخرى الأمثَلة الطوبولوجية للمفاصل المرنة عن طريق أخذ آلية جاسئة كدخل والاستعاضة عن كل المفاصل الجاسئة بالمفاصل المرنة المحسنة المستمثَلة. للتنبؤ بسلوك البنية، يجرى تحليل العناصر المنتهية للجهد لإيجاد التشوه والإجهادات على كل البنية. 
تُبتكر تقنيات أخرى لتصميم هذه الآليات. الآليات المطاوعة المصنوعة في مستوٍ والتي لها حركة تنشأ (تنبثق) من مستوٍ ما تعرف باسم الآليات المنبثقة من الصفائح.

## مزاياها
هناك مزيتان أساسيتان لاستخدام الآليات المطاوعة
- الكلفة المنخفضة: تتكون الآلية المطاوعة عادةً من بنية وحيدة تخفض وقت التصنيع والتجميع وتخفض عدد القطع المطلوبة. يمكن تصنيع بنية مطاوعة بقطعة واحدة عن طريق التشكيل بالحقن، أو البثق، أو الطباعة ثلاثية الأبعاد، من بين طرق أخرى. يجعل هذا التكاليف أقل نسبيًّا.
- الأداء الأفضل: بسبب عدم وجود تركيبة من القطع، لا تعاني الآليات المطاوعة من ظواهر كالارتجاع أو الاهتراء من تلامس الأسطح؛ لذا فهي لا تحتاج تشحيمًا. بسبب استخدام العناصر المرنة، يمكن للآليات المطاوعة بسهولة تخزين الطاقة لإطلاقها في وقت لاحق أو تحويلها لشكل آخر من أشكال الطاقة.

## مساوئها
بسبب طبيعة المفاصل المرنة، لا يمكن لآلية مطاوعة صرفة تحقيق حركة مستمرة كمفصل عادي. النطاق الكامل للآلية يعتمد على المادة وهندسة البنية. أيضًا، القوى المطبقة من الآلية محدودة بالأحمال التي يمكن للعناصر البنيوية تحملها دون الانهيار الميكانيكي. بسبب شكل المفاصل المرنة، فهي تميل لأن تكون مواقع لتركيز الإجهادات. هذا، بالإضافة إلى حقيقة أن الآليات عادةً ما تؤدي حركة دورية أو متكررة، يمكن أن يسبب الكلال وفي النهاية انهيار البنية. كذلك، ولأن بعض الطاقة المدخلة أو كلها تخزن في البنية لبعض الوقت، لا يعاد إطلاق كل هذه الطاقة كما هو مرغوب. ولكن يمكن لهذا أن يكون خاصية مرغوبًا بها لتخميد النظام.

## تطبيقاتها
يعود بعض أقدم الاستخدامات للبنى المطاوعة إلى عدة ألفيات مضت. من أقدم الأمثلة القوس والنشاب. استخدمت بعض تصميمات المجانيق أيضًا مرونة الذراع لتخزين الطاقة وإطلاقها لإطلاق المقذوفة لمسافات أكبر. حاليًّا، تستخدم الآليات المطاوعة في العديد من المجالات كالبنى المتكيفة والأجهزة الحيوية الطبية. يمكن استخدام الآليات المطاوعة لصناعة آليات متكيفة ذاتيًّا، ويشيع استخدامها في عملية الإمساك في مجال الروبوتات. بما أن الروبوتات تتطلب دقة مرتفعة ولها مجال محدود، كانت هناك أبحاث موسعة في الآلات المطاوعة في الروبوتات. الأنظمة الكهروميكانيكية الصغرية من التطبيقات الأساسية للآليات المطاوعة. تستغل الأنظمة الكهروميكانيكية الصغرية عدم حاجتها للتجميع والشكل المستوي البسيط للبنية التي يمكن تصنيعها بسهولة باستخدام الطباعة الحجرية الضوئية.
ناقل الحركة المرن أو ناقل الحركة اللين، والذي يستخدم غالبًا لقرن محرك كهربائي بآلة (مثلًا: مضخة)، هو أحد الأمثلة. يتألف ناقل الحركة من «عنكبوت» مطاطية كامنة بين قابضين معدنيين. يكون أحد القابضين مثبتًا بعمود المحرك والآخر بعمود المضخة. مرونة الجزء المطاطي تعوض عن أي اختلال في محاذاة المحرك والمضخة.